# Heidelberger Liederhandschrift cpg 350

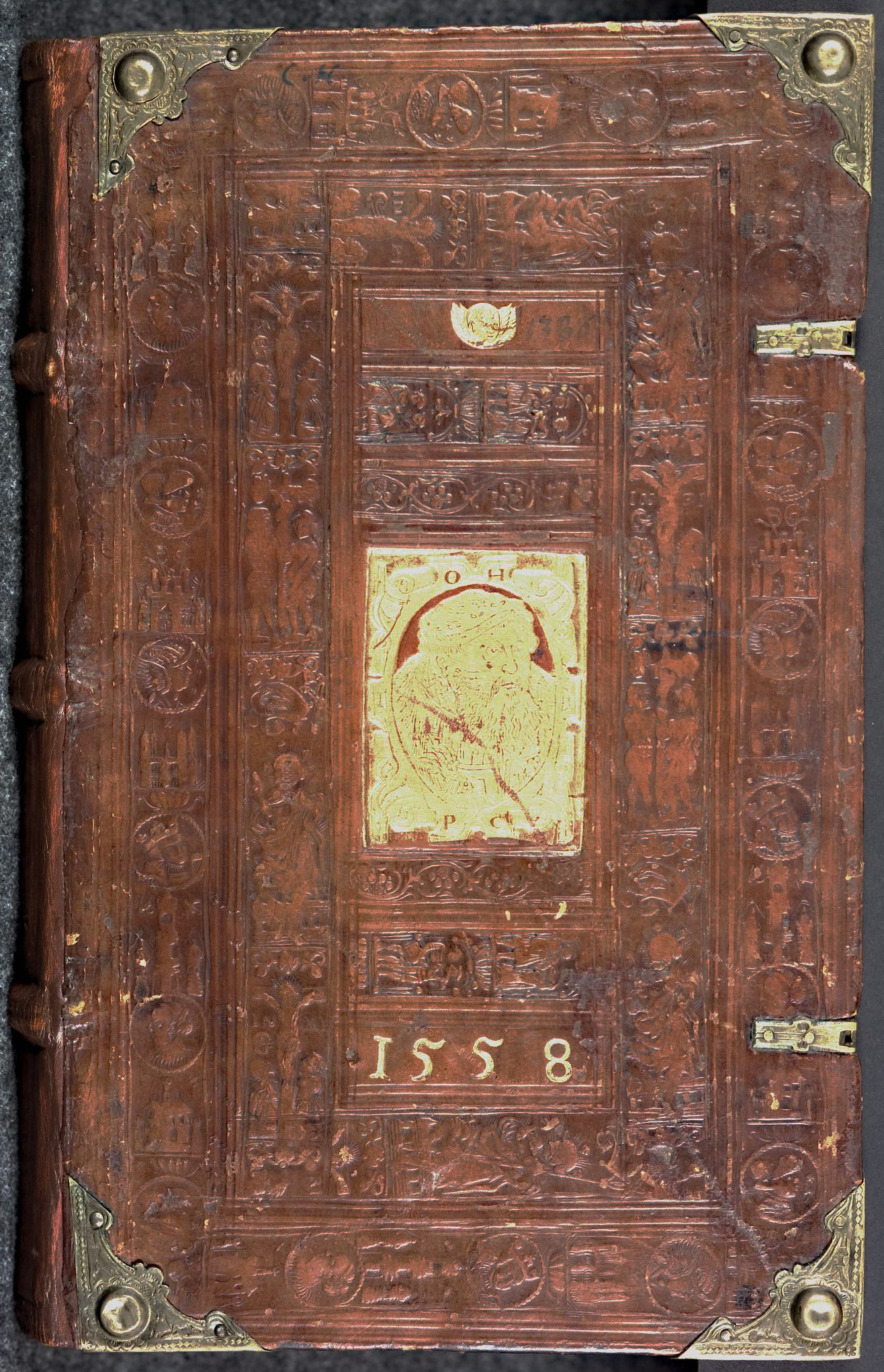
cpg 350 Einband vorne

Die Heidelberger Liederhandschrift cpg 350 (Cod. Pal. germ. 350) ist eine Sammlung mittelhochdeutscher Sangspruchdichtung und frühen Meistersangs, deren ältester Teil um 1300 datiert wird. Die überlieferten Lieder und Sangsprüche werden großteils den 12 alten Meistern zugeschrieben.
Im Codex finden sich unter anderem Sangsprüche, die Reinmar von Zweter, Walther von der Vogelweide, Friedrich von Sonnenburg, Frauenlob und dem Marner zugeordnet werden sowie einige Lieder, die eventuell auf Reinmar den Alten, Walther von Metze, Leuthold von Seven, Reinmar von Brennenberg, Regenbogen, Konrad von Würzburg, den Jungen Meissner und Boppe zurückzuführen sind.

## Beschreibung
Der Codex besteht heute aus drei ursprünglich getrennten Sammlungen, die vom Ende des 13. Jh. bis ins 14. Jh. geschrieben wurden. In dieser Zusammenstellung enthält sie einen fast repräsentativen Querschnitt der verschiedenen Arten von Sangsprüchen.
Die Handschrift besteht aus drei Pergamentfaszikeln: I, II und III, seit Karl Lachmann mit den Siglen D (als Nachtrag d), H (als Nachtrag h) und R bezeichnet. Diese Faszikel sind seit 1558 in einem Superexlibris-Einband aus Kalbsleder mit dem Bildnis des pfälzischen Kurfürsten Ottheinrich gebunden. Auf der Vorderseite befindet sich in Goldplatten geprägt das Bild des Kurfürsten sowie die Jahreszahl 1558, auf der Rückseite das Wappen der Pfalz. Auf dem Einband sind geprägte Messingbeschläge und zwei Riemenschließen angebracht. Maße: 240 × 155 mm.

## Herkunft und Datierung
Die Datierung erfolgt aufgrund des Schriftbefundes, die Lokalisierung aufgrund der Schreibsprache.
Teil I (D – Blatt 1–40 [1–256], d – Bl. 41–42 [257–261])
um 1300; Schriftart: gotische Minuskel bzw. Notula; Schreibsprache: südrheinfränkisch mit alemannischen Formen, Rheinpfalz.
Teil II (H – Bl. 43–64 [1–119], h – Bl. 64 [1–3])

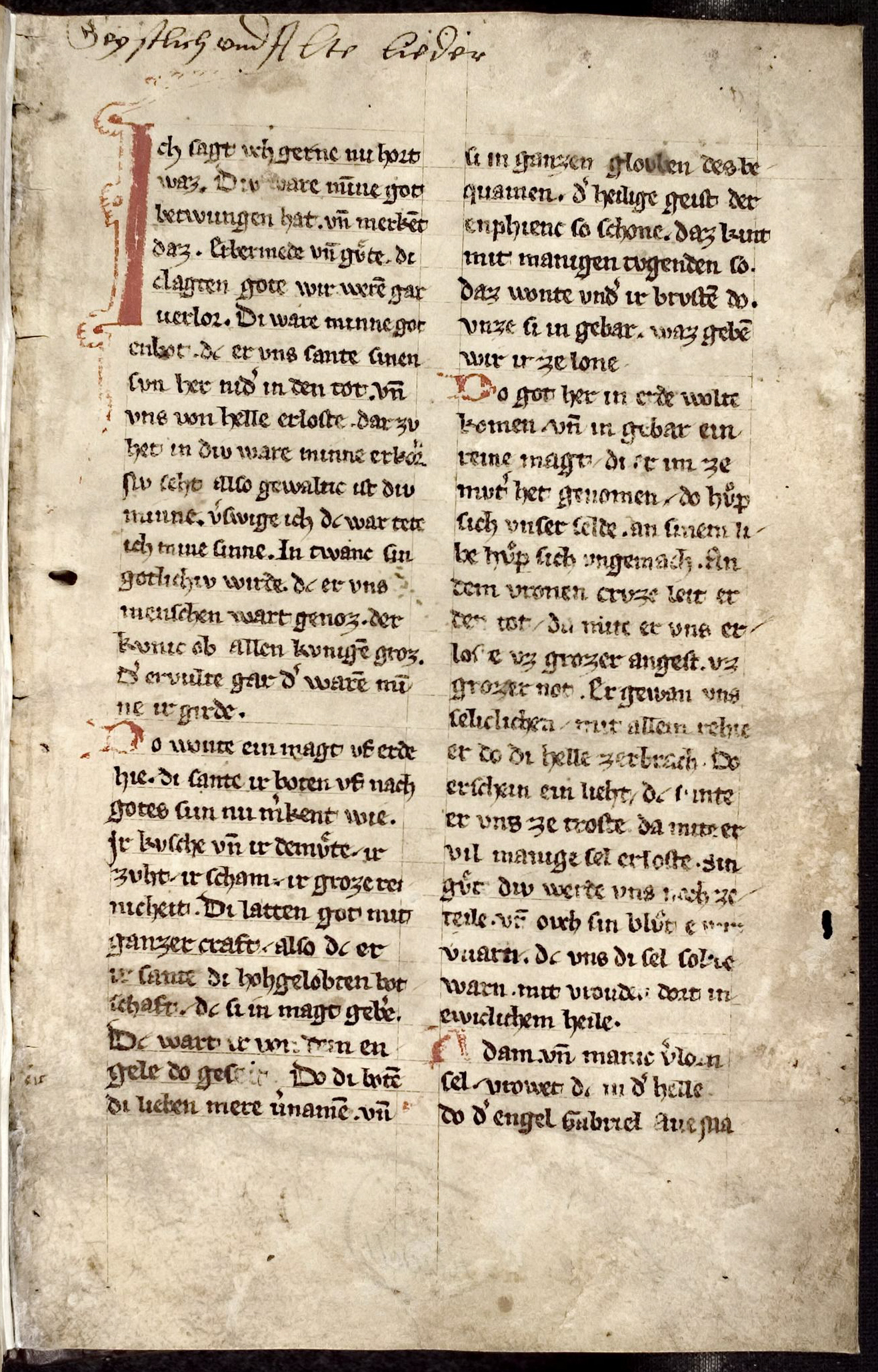
Heidelberger Liederhandschrift cpg 350 f 1r – erste Seite D

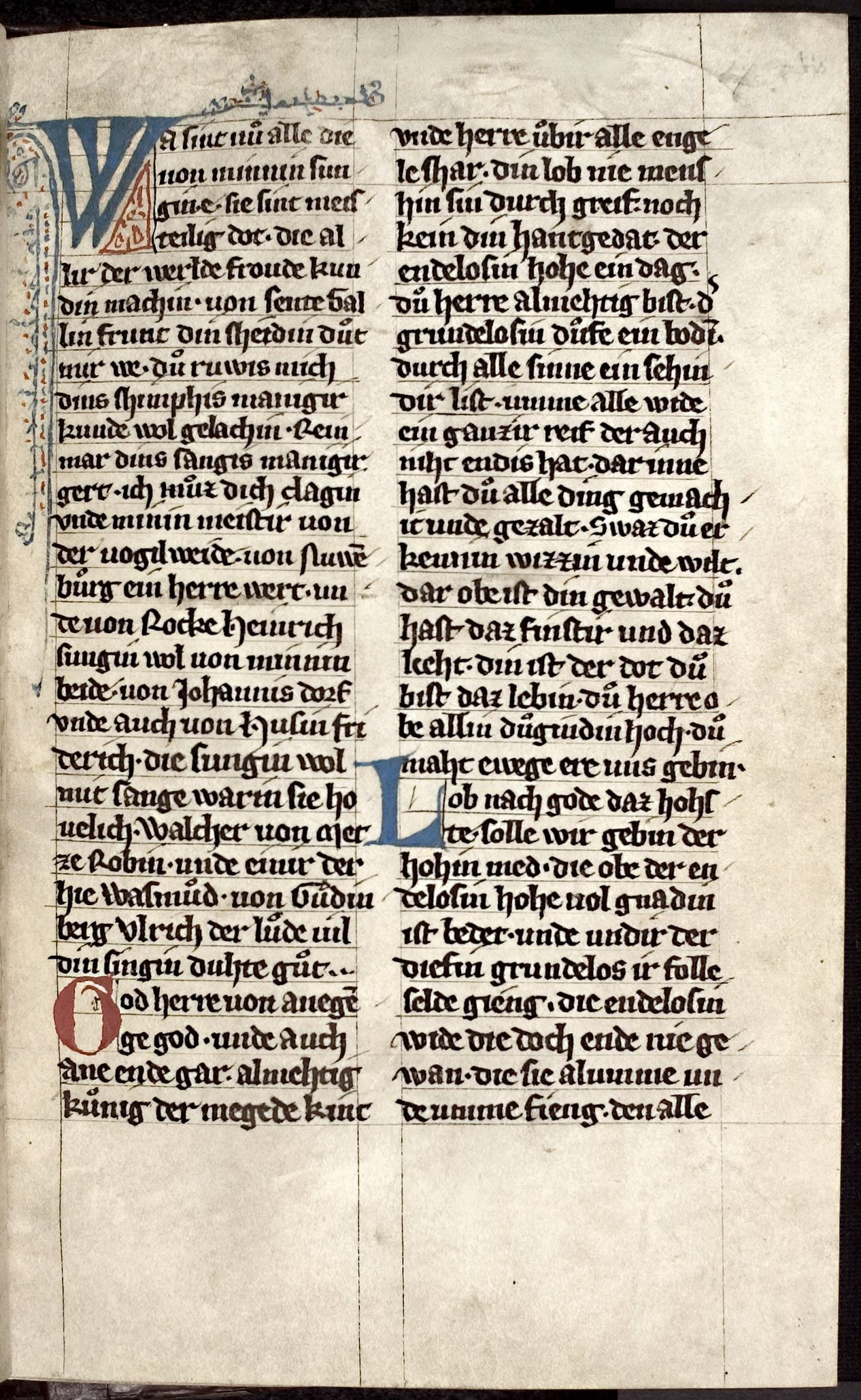
Heidelberger Liederhandschrift cpg 350 f 44bisr-erste Seite H

2. Viertel 14. Jh.; Schriftart: gotische Minuskel bzw. Notula; Schreibsprache: rheinfränkisch/hessisch, Südhessen.
Teil III (R – Bl. 65–68 [1–16])
2. Viertel 14. Jh.; Schriftart: Textura; Schreibsprache: nordbairisch, Nordbayern.

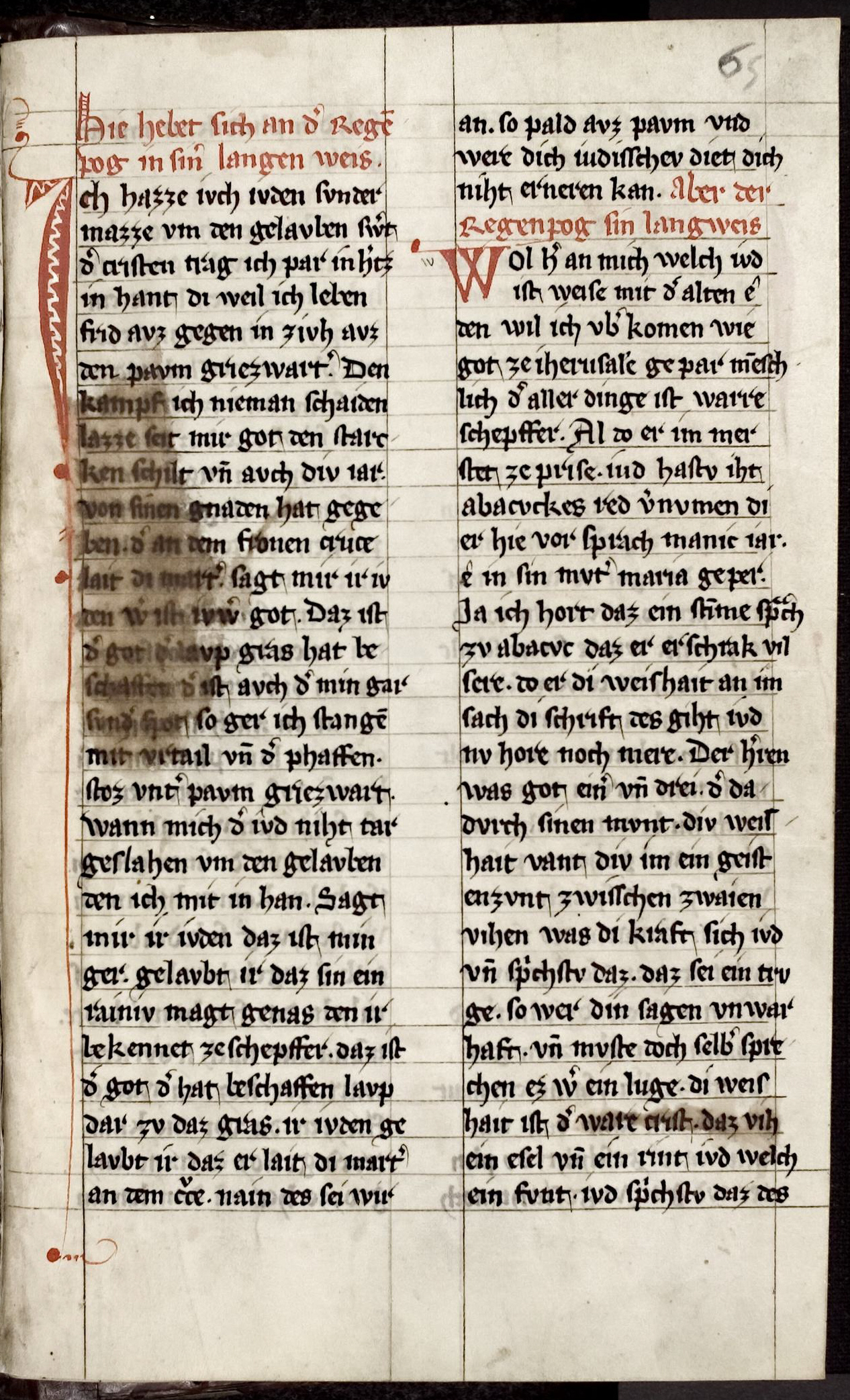
Heidelberger Liederhandschrift cpg 350 f 65r- erste Seite R

Die Auswertung der verschiedenen Schreiberhände legt die Vermutung nahe, dass I und II bereits in der 2. Hälfte des 14. Jh.s in einer Bibliothek, evtl. schon in einem Band vereinigt waren.

## Inhalt
Die Sammlung ist größtenteils thematisch geordnet. D, H und R bieten inhaltlich je ein eigenes Bild.

### D (Teil I)
Die ersten 10 Abschnitte (Strophe 1–215) werden Reinmar von Zweter zugeordnet. Die Autorenschaft der Strophen 216–238 ist nicht geklärt und lässt sich am ehesten „als anonymes Gut aus dem Umkreis und in der Nachfolge Reinmars von Zweter verstehen“. Die Strophen 239–256 enthalten Texte von Walther von der Vogelweide.

### d
Abgeschlossen wird der erste Teil des cpg 350 durch zwei ‘Wartburgkrieg‘-Ton-Sangspruchstrophen im Fürstenton Heinrichs von Ofterdingen, gefolgt von drei Sangspruchstrophen, die auf Frauenlob schließen lassen.

### H (Teil II)
Eine der wichtigsten Quellen für die Gattungsentwicklung der Sangspruchdichtung des 14. Jh. stellt Teil II (H) dar, der eine Verbindung zwischen dem älteren (beispielsweise überliefert in der Heidelberger Liederhandschrift C/Codex Manesse um 1300) und dem jüngeren Typus der Sangspruchdichtung (überliefert in der Kolmarer Liederhandschrift/Cgm 4997 um 1460) aufzeigt. Es handelt sich fast ausschließlich um eine Sammlung geistlicher Lieder. Der Fokus liegt auf der Marienverehrung. Weltliche Minne wird, wenn überhaupt, nur im Kontrast zur heilbringenden himmlischen Minne dargestellt. Es finden sich vor allem Töne von Reinmar von Brennenberg, Friedrich von Sonnenburg, Reinmar von Zweter und – mit unsicherer Zuweisung – Frauenlob, Regenbogen, dem Marner, Konrad von Würzburg, Walther von der Vogelweide, Junger Meissner und Boppe. Das Gliederungsprinzip (Gott, Maria, Erlösung) ist eventuell der mittelalterlichen Vortragspraxis entsprungen.

### R (Teil III)
R stellt bezüglich der Überschriften eine Besonderheit dar. Vor jeder der 16 eingetragenen Strophen werden Tonerfinder und Tonname genannt, eine in der Meisterliedüberlieferung unübliche Praxis. Aufgezeichnet sind sechs Strophen in Regenbogens Langem Ton, sieben Strophen in Marners Langem Ton und drei Strophen in Frauenlobs Zartem Ton. Es findet sich hier nur Dichtung der sogenannten gekrönten Meister, wobei die Forschung jedoch nur bei Strophe 13 die Autorschaft des Marners für gesichert hält. Thematisch beschäftigt sich die Sammlung mit rein geistlichen Stoffen, nämlich mit heftiger Judenpolemik, mit der Disputationsmotivik und dem Marienpreis.
Mit den überlieferten 215 Sprüchen stellt die Handschrift D nach dem Codex Manesse die zweitgrößte Überlieferungsquelle für die Sangsprüche des Reinmar von Zweter dar. Der Kernbereich von D enthält fast das gesamte Werk dieses Dichters. Aufgrund der besonderen Textkenntnisse sowie der guten Schreibsprache wird in der Forschung der Ansatz verfolgt, dass der Dichter selbst die vorliegende Ordnung vorgenommen oder zumindest daran mitgewirkt hat.